# (11422) Alilienthal
(11422) Alilienthal est un astéroïde de la ceinture principale.

## Description
(11422) Alilienthal est un astéroïde de la ceinture principale. Il fut découvert le 10 juin 1999 à Kitt Peak par le projet Spacewatch. Il présente une orbite caractérisée par un demi-grand axe de 2,55 UA, une excentricité de 0,12 et une inclinaison de 3,2° par rapport à l'écliptique.

## Compléments